# Девлеткильдеевы
Девлеткильдеевы (также до включения в родословные книги встречалось написание — Девлет-Кильдеевы) — татарский княжеский род.
Род князей Девлеткильдеевых внесён в V и VI части родословных книг Пензенской и Рязанской губерний.

## История рода
Предок их, Байбарс-Мурза Девлеткильдеев, жалован поместьями в конце XVI века.
В грамоте царя Михаила Федоровича (23 февраля 1638), темниковский мурза Мамаделей Байбарсович Девлеткильдеевич и братья его Ураз и Акмамет названы князьями. Потомки их во всех служебных документах и актах писались князьями.
Служили по Темникову, Атемару и Шацку и владели поместьями в Темниковском и Саранском уездах.
Восемнадцать представителей рода владели населёнными имениями (1699).
Определением Правительствующего Сената от 15 апреля, 15 июля и 21 октября 1852 года, от 02 декабря 1854 года, 26 мая 1855 года, 22 января 1863 года, и 25 сентября 1878 года утверждены в достоинстве татарских князей с внесением в VI часть родословной книги, князья Девлеткильдеевы:
1. Секунд-майор Леонтий Тимофеевич.
2. Капрал Андрей и титулярный советник Петр Васильевичи и сын последнего полковник Павел Петрович.
3. Секунд-майор Логин Алексеевич.
4. Капитан Иван Алексеевич и его сын подпоручик Логин и внуки: Владимир, Александр, Константин, Елизавета и Николай Логиновы.
5. Подпоручик Николай Никанорович и его дети: Иван, Михаил, Никанор, Александр, Николай, Сергей, Александр, Константин, Екатерина и Мария.
6. Поручик Иван Андреевич.
7. Майор Савелий Мартынович (Сеитбатал Муртазович) и его сыновья: Сериаскар, Сагильдельаскар, Шакбас-Гирей и Адель-Гирей.
8. Гвардии поручик Касим-Хан, Шангирей-Хасан и Чингис-Хан Асфендиаровичи.
9. Поручик Тимофей Леонтьевич и его сын подполковник Леонтий и внуки: титулярные советники Александр и Вадим Леонтьевичи и правнуки: Мария, Леонтий, Анатолий и Павел Вадимовичи[3].

## Описание герба
Щит пересечён. Верхняя часть рассечена: в правой лазоревой части серебряный полумесяц рогами вправо, в левой золотой части — половина взлетающего коронованного орла с распростёртыми крыльями, с державой в лапе. В нижней червлёной части накрест лук со стрелой и золотой колчан с серебряными стрелами.
Щит увенчан княжеской короной и покрыт княжеской мантией.

## Известные представители
- Князья Девлет-Кильдеевы: Алмакай Бигеевич, Избулат Бумаевич, Емай Девлесупович — участники Чигиринского похода (1678).
- Князь Девлет-Килдеев Дмитрий Акмаметев-Мурзин — стольник (1680—1692).
- Князь Девлет-Килдеев Иван Араслан-Мурзин — стольник (1680—1692).
- Князь Девлет-Килдеев Иван Иванович — стольник (1680).
- Князь Девлет-Килдеев Лев Мамеделеев — стольник (1680—1692).
- Князь Девлет-Килдеев Фёдор Сафарович — стольник (1690—1692).
- Князь Девлет-Килдеев Василий Арасланов — стольник (1690).
- Князь Девлет-Килдеев Алексей Бегеев — стольник (1690—1692).
- Князь Девлет-Килдеев Фёдор Уразев — стольник (1690—1692).
- Князь Девлет-Килдеев Тимофей Львович — стольник (1692)[5].
- Девлеткильдеев, Касим Салиаскарович (1887—1947) — советский художник-живописец.